# Vicente Gil (actor)
Vicente Gil Martínez (Torrevieja, 26 de enero de 1956) es un actor español. En su faceta de doblador ha realizado más de 2000 trabajos y como actor de televisión, ha participado en multitud de series realizando personajes secundarios, episódicos y principales.

## Biografía
Nacido en Torrevieja, se crio en Barcelona, donde empezó a trabajar como actor desde el año 1980, de la mano de Ramón Martí, director de teatro aficionado de la Hermandad de Torrevejenses Ausentes de Barcelona, donde sus padres hacían teatro. Su trabajo abarca distintas especialidades, tanto en teatro como en cine y televisión, y estando muy activo como actor de doblaje, donde tiene acumulados más de 2000 trabajos.
En cine ha participado en más de 30 películas y 12 cortometrajes. En el año 2010 se traslada a Madrid, ciudad en la que reside y desarrolla su carrera artística y profesional actualmente.
En el año 2016 participa en el cortometraje dirigido por Juanjo Giménez Peña, Timecode —nominado a los Premios Óscar 2017—, resultando ganador en los Premios Goya 2017 y ganó la Palma de Oro al mejor cortometraje en el Festival de Cannes, siendo seleccionado entre más de 2000 trabajos presentados. En televisión ha realizado trabajos en series haciendo papeles secundarios, personajes episódicos y principales.
En el año 2018 empieza a rodar en Valdelavilla (Soria) la serie El pueblo de Telecinco y Amazon Prime Video, donde interpreta a Arsacio, uno de los cinco personajes principales y autóctonos del pueblo ficticio de Peñafría. En mayo de 2021 se encontraba rodando la tercera temporada de El pueblo. En el verano de 2022 rueda la cuarta y última temporada de la serie.